# アレクサンドラ・パヴロヴナ
アレクサンドラ・パヴロヴナ（ロシア語: Александра Павловна, ラテン文字転写: Alexandra Pavlovna, 1783年8月9日 - 1801年3月16日）は、ロシア大公女。オーストリア大公ヨーゼフ・アントン（レオポルト2世の八男）の最初の妃。
ロシア皇帝パーヴェル1世と皇后マリア・フョードロヴナの長女（第3子）として、サンクトペテルブルクで生まれた。兄にアレクサンドル1世、コンスタンチン大公、弟にニコライ1世がいる。
1799年10月30日、ヨーゼフ・アントンとブダ（現在のブダペスト）で結婚。1801年に長女アレクサンドリーネ（夭折）を出産後、逝去した。